# Ordem do Congresso Nacional
A Ordem do Congresso Nacional é uma ordem honorífica brasileira destinada a galardoar tanto nacionais quanto estrangeiros que tenham prestado relevantes serviços à Nação, em especial ao Legislativo.

## História
Criada por meio do Decreto legislativo nº 70, de 23 de novembro de 1972, possui um conselho, composto por onze senadores e onze deputados, que analisa as solicitações de ingresso à Ordem. Seu grão-mestre é o presidente do Senado Federal, e seu chanceler é o presidente da Câmara dos Deputados, sendo ambos grãos-colares.

## Características

### Insígnia
- Anverso: cruz, cujos braços evocam as colunas características da arquitetura do Brasília, esmaltada em verde e amarelo, orlada em ouro polido, circundada por uma coroa de ramos de café, em ouro; o centro da cruz contém três círculos concêntricos, orlados em ouro polido, tendo o círculo menor campo em azul-celeste, esmaltado, com a constelação do Cruzeiro do Sul, em esmalte branco, e na circunferência, em círculo menor esmaltado em branco, a legenda Ordem do Congresso Nacional, em ouro polido, e a última circunferência, um círculo também branco, em esmalte interrompido pelos braços da cruz; entre os braços da cruz constam quatro triângulos vazados, com os lados em arco, esmaltados em azul-celeste e orlados em ouro polido, cujos vértices tocam os braços da cruz e a coroa de ramos de café, assentando a base dos triângulos sobre a circunferência maior.
- Reverso: igual ao anverso, sendo que no círculo central, em campo azul-celeste, esmaltado, incrusta-se, em esmalte branco, o mapa do Brasil, e sobre este, em ouro polido, a silhueta do conjunto arquitetônico principal do Congresso Nacional, e, na circunferência, em círculo esmaltado em branco, a legenda República Federativa do Brasil, em ouro polido, a última circunferência, em círculo também em branco, em esmalte, interrompido pelos braços da cruz.

### Fita e banda
Escarlate, com duas listras brancas.

### Graus
Não existe limite para a quantidade de graduados. Há que se permanecer no mínimo quatro anos em determinada graduação antes de ser promovido a superior.
- Grão-colar: destinado aos presidentes das duas casas do Congresso Nacional, para além de chefes de Estado ou grandes personalidades estrangeiras.
- Grã-cruz: destinada a chefes de Estado, vice-presidentes ou presidentes dos supremos tribunais nacionais ou estrangeiros.
- Grão-oficial: ministros, senadores, deputados federais, governadores, embaixadores, oficiais supremos das Forças Armadas e presidentes dos tribunais superiores nacionais, entre outros.
- Comendador: reitores, membros dos tribunais superiores da União, presidentes de assembleias legislativas, militares de alta patente, cientistas, ministros plenipotenciários e secretários dos governos estaduais, entre outros.
- Oficial: cônsules, professores universitários, deputados estaduais, primeiros-secretários, militares de alta patente e membros dos tribunais de Justiça e de Contas, entre outros.
- Cavaleiro: segundos e terceiros-secretários, oficiais das Forças Armadas, escritores, professores, magistrados, funcionários públicos, artistas, esportistas e adidos civis, entre outros.

| Barretas  | Barretas | Barretas   | Barretas     | Barretas  | Barretas   |
| --------- | -------- | ---------- | ------------ | --------- | ---------- |
| Cavaleiro | Oficial  | Comendador | Grão Oficial | Grão-Cruz | Grão Colar |